# Zurna

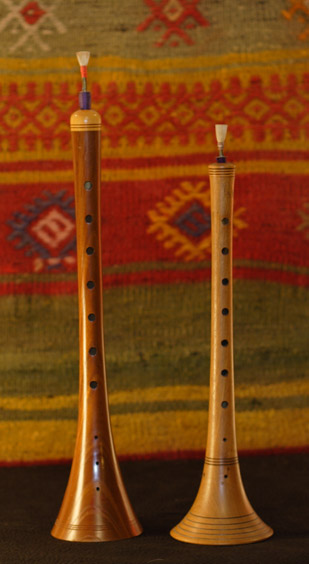
Två zurnas; en turkisk till vänster och en syrisk till höger.

En zurna (eller zurla) är en typ blåsinstrument med dubbelt rörblad och konisk borrning, som förekommer på Balkan. Den går också under namnet sopile i Mellanöstern och Italien. I Europa känner man främst till zurnan under namnet skalmeja. I Armenien, Syrien , Irak , Iran och Turkiet spelas den traditionellt till bröllop.
Zurna är ett träblåsinstrument med trolig härkomst redan från Syrien och Irak vid 200 e.Kr. Instrumentet kom vid 900-1000 e.Kr till Europa och blev väldigt populärt ända fram till 1700-talet. Utformningen förändrades något under dessa 700 år men inte mycket, främst gjordes zurnan längre för att få mörkare ljud, bytte vassblad och utvecklade slutligen ett hölje runt vassbladen så de inte behövde vara inne i munnen.
Instrumentet används mycket inom den kurdiska och Syrianska/Assyriska folkmusiken i många länder men mest och först i Irak och Syrien, alltså nuvarande Mesopotamien och i Armenien. Det används mestadels utomhus då det är väldigt högljutt och kombineras ofta med en stor trumma. Vid en större grupp har man en mindre (20-35cm) zurna som spelar melodin och en större (40-60 cm) som fungerar som en bordun. Att spela med den större bordunpipan är speciellt vanligt på Balkan. Instrumentet är ofta tillverkat i körsbär eller plommonträ och är format som en tratt vid utblåset och en hållare för rörbladen vid munstycket. Med åtta hål (ett på undersidan) kan man spela olika toner.